# Изгнанник (роман)
«Изгнанник» (англ. An Outcast of the Islands) — роман английского писателя Джозефа Конрада, опубликованный в 1896 году. Второй роман из серии, объединённой сквозным персонажем капитана Лингарда, куда входят также романы «Каприз Олмейера» (англ. Allmayer's Folly, 1895) и «Спасатели» (англ. Rescue, 1920). Роман описывает события, предшествующие событиям романа «Каприз Олмейера».

## История создания
Конрад начал писать роман в 1894 году, во время ожидания ответа издателя Fisher Unwin по поводу «Каприза Олмейера». В письме своей тёте, он сообщал, что задумал роман о двух изгоях: белом и малайце. Изгоем-малайцем должен был стать герой «Каприза Олмейера» Бабалачи, а белым «друг Олмейера». В письме, Конрад так же писал, что пока никак не может придумать в чём будет состоять основной конфликт романа.
В октябре первый роман Конрада был принят к публикации, однако писатель всё ещё не оставлял намерений получить командование морским кораблём. Он был так занят поисками места капитана, что практически перестал работать над «Изгнанником».
Известно, что изначально Конрад задумывал роман как короткую приключенческую повесть для журнальной публикации. Во время работы над романом, Конрад внимательно читал отзывы на свой первый роман, которые были в основном положительными. Конрад расширяет первоначальный замысел, что бы соответствовать требованиям серии «Pseudonym Library» издательства T. Fisher Unwin. Именно в это время Конрад принимает окончательное решение завершить свою карьеру моряка и стать профессиональным писателем. Роман был завершён 14 сентября 1895 года.
Как и при написании предыдущего романа «Каприз Олмейра», Конрад использовал реально существовавших людей в качестве прототипов своих персонажей, не меняя, или слегка изменяя их имена. Так, Конрад по всей видимости был знаком с реальным Бабалачи во время своей службы на Видаре. Фредерик Карл считал, что прототипом Жоанны, жены Виллемса, была жена реального Олмейера Жоанна. Прототипом Виллемса послужил Карел дэ Вир.

## Содержание
В начале романа Питер Виллемс довольный собой и своей жизнью молодой человек, работающий клерком в компании Хадинга в Малайзии. Работу он получил по протекции капитана Тома Лингарда, с которым познакомился в ранней юности. Том Лингард взял тогда на себя заботу над юношей сбежавшим с корабля. Виллемс проворачивает некие дела на деньги компании, которые как он надеется будут только способствовать его дальнейшему успеху.
Внезапно о «делах» Виллемса становится известно Хаддингу, который сразу же выгоняет Виллемса из своей фирмы. Виллемс находится в полнейшем отчаянии — все, включая его жену, отворачиваются от него. В этот момент его встречает Том Лингард. Пораздумав, Лингард отправляет Виллемса в Самбир, место где он имеет монополию на торговлю. Там уже живёт и обеспечивает интересы Лингарда другой сотрудник Олмейер.
Олмейер и Виллемс не ладят друг с другом. В это же время, читателю становится известно о некоем заговоре, который готовит арабский авантюрист Бабалачи. Бабалачи мечтает разрушить монополию Лингарда, открыв безопасный морской путь в Самбир. Виллемс встречает дочь старого слепого арабского пирата Омара Аиссу, в которую без памяти влюбляется. Он покидает аванпост Олмейра и уходит жить к Омару.
Спустя пять недель Виллемс возвращается к Олмейру, чтобы сообщить тому о готовящемся заговоре Бабалачи. Кроме того, Виллемс предлагает Олмейру разделить бизнес. Олмейер отказывается, и кроме того оскорбляет Виллемса, припоминая тому его поведение в фирме Худинга.
Бабалачи вместе с Омаром привлекают к своему заговору арабского торговца Абдуллу, который тоже хочет разрушить монополию Лингарда. Абдулла пытается склонить Виллемса на свою сторону. Виллемс чувствует себя загнанным в ловушку. Он любит Аиссу, но и не хочет перестать быть европейцем. Виллемс предлагает Аиссе бежать с ним, но она отказывается.
Виллемс помогает Абдулле провести свой корабль в Самбир. Абдулла уничтожает порох в складах Олмейра.
Лингард теряет свой корабль. Теперь его единственная надежда найти золотую жилу в верховьях реки в Самбире. Он пребывает в Самбир с женой Виллемса. Узнав о происшедшем здесь, он ищет Виллемса, чтобы убить его. Однако увидев его и его отношения с Аиссой (которую Виллемс ненавидит так же как совсем недавно любил), отказывается сделать это, несмотря на просьбу самого Виллемса «спасти» его.
Виллемс в отчаянии. К нему добирается его жена. Виллемс в замешательстве соглашается вернуться к жене. Аиса стреляет в него и убивает.

## Художественные особенности
Так же как и в «Капризе Олмейра» английский язык в романе испытывает влияние французского и польского языков.

## Публикации
Роман был продан издателю T. Fisher Unwin в августе 1895 года задолго до завершения. Первое британское издание вышло 16 марта 1896 года. По сравнению с рукописью романа, издание T. Fisher Unwin короче на 2000 слов. Например, издатель сократил пассаж, содержащий мысли Виллемса и Бабалачи о их расовых отличиях, оставив только размышления Виллемса. Существенно исправлены пунктуация и орфография.
Первое американское издание вышло в 15 августа 1896 года. По всей видимости для американского издания использовались либо рукопись, либо какая либо нефинальная версия издательства T. Fisher Unwin, так как различающийся текст в американской версии совпадает с рукописью.
В 1920 году роман был выпущен в издательстве Sun-Dial. Для данного издания Конрад незначительно переработал текст романа основываясь на издании T. Fisher Unwin. На следующий год роман был выпущен в издательстве Heinemann в составе собрания сочинений Конрада. Для данного издания Конрад предоставил исправленные гранки предыдущего издания романа в Sun-Dial.
На русском языке роман впервые вышел в 1926 году в издательстве «Сеятель» в серии «Общедоступная библиотека». Перевод был выполнен М. Матвеевой.

## Восприятие
«Изгнанник» был опубликован в марте 1896 года и сразу получил хорошие отзывы критиков. Критики отмечали силу характеров, сбалансированный сюжет, а также интересное описание незнакомой части света. В качестве недостатка, в основном, отмечали стиль, который называли излишне искусственным и чрезмерно многословным. Газета Saturday Review назвала роман лучшим художественным произведением 1896 года, отмечая при этом, что лучшим художественным произведением 1895 года была предыдущая часть трилогии Лингарда «Каприз Олмейра».
В XX веке появилось немало психологических трактовок романа. Так Кокс, отмечал, что во всех произведениях Конрада чувствуется мизогония автора. Психоаналитик Бернард Майер подробно разбирает характеры героев романа с точки зрения их неврозов. Он считает, что в романе женская любовь показана как нечто деструктивное. Так же Майер находит множество совпадений в отношениях Виллемса и Аиссы и отношений Конрада с женой (Конрад женился во время работы над романом).
Многие критики второй половины XX века, сравнивая роман, с более поздними произведениями Конрада, называли его довольно слабым, или «подготовительным» перед по настоящему значительными произведениями.
В настоящее время, критики переоценивают значение романа. Так, один из современных исследователей творчества Конрада, говорит о том, что роман подрывает традиционные стереотипы колониальной эпохи. С одной стороны, Конрад работает со стереотипами, сложившимися в английской литературе того времени: Абдулла — беспощадный, глубоко религиозный, при этом крайне усердный арабский торговец; Бабалачи — коварный малаец; китайцы в романе трудолюбивы и услужливы. С другой стороны им противопоставлены не «высокоцивилизованные» белые, а неудачник Олмэйер, и тщеславный предатель Виллемс. Лингард хотя и представлен героической фигурой, легко поддаётся самообману, заражая этим и Олмейера. В итоге, в романе нет идеализации ни благородных дикарей, ни белых.

## Интерпретации романа
По мнению известного литературоведа, Даниэля Р. Шварца, Конрад иронически осмысляет библейскую концепцию отцовского благословения. Главной отцовской фигурой романа является Том Лингард. Лингард является «отцом» для обоих героев романа: и Олмейера, и Виллемса. При этом оба героя, вступают в эти отношения, надеясь, прежде всего на улучшение своего материального благосостояния. Оба героя верят во всемогущество Лингарда. Лингард выступает в роли почти бога, олицетворяющего закон и справедливость. Конрад понимал колонилиазм как извращённое отцовство, таким образом, Лингард становится, в собственном понимании, отцом для населения Самбира. И, хотя, Лингард и получает от местных прозвище «Короля моря», в реальности он довольно слабо контролирует ситуацию в Самбире. По мнению Шварца, Лингард предвосхищает героя Курца в «Сердце Тьмы».
В романе также присутствует одна из основных тем Конрада: тема предательства себя, или идеальной версии себя. Виллемс в романе прежде всего предаёт себя, и только потом остальных. Лингард противопоставлен Виллемсу как человек, который всегда следует своему кодексу поведения. Виллемс, подобно Раскольникову в «Преступлении и Наказании», считает, что сильный человек не должен связывать себя лишней щепетильностью при выборе средств достижения целей.
В истории любви Аиссы и Виллемса критики видели фундаментальное неприятие Конрадом империализма, так как история их страсти демонстрирует невозможность для людей разных рас полностью понять друг друга. При этом мысли Виллемса о его расовом превосходстве показаны весьма злорадно. Конрад также подробно разбирает представление колонизируемых народов о колонизаторах, показывая логику создания расовых мифов и фобий.

## Экранизации
- Британский одноимённый фильм 1951 года режиссёра Кэрола Рида[23]. Роль капитана Лингарда исполнил известный английский актёр Роберт Морли. Роль Аиссы стала первой в карьере французской актрисы Керимы[англ.].